# Блехман Ілля Ізраїльович
Блехман Ілля Ізраїльович (нар. 29 листопада 1928 р., Харків - пом. 3 лютого 2021 р., Санкт-Петербург ) — фізик, спеціаліст в області нелінійних коливань та вібраційних процесів, а також в області механіки горних машин. Доктор фізико-математичних наук (1963), професор (1969), член національного комітету СРСР по теоретичній та прикладній механіці, член Російської (1990) і Міжнародної (1992) інженерних академій. Працював у Всесоюзному інституті механічної обробки (з 1950 року). Закінчив фізико-механічний факультет Ленінградського політехнічного інституту (1951).